# صحيفة المدينة
دستور المدينة أو صحیفة المدینة هي أول دستور مدني في تاريخ الدولة الإسلامية. كُتبت فور هجرة النبي محمد  إلى المدينة المنورة، وقد أطنب فيه المؤرخون والمستشرقون على مدار التاريخ الإسلامي، واعتبره أغلبهم مفخرة من مفاخر الحضارة الإسلامية، ومَعلَمًا من معالم مجدها السياسي والإنساني.
كان الهدف من كتابة دستور المدينة هو تحسين العلاقات بين مختلف الطوائف والجماعات في المدينة، وعلى رأسهم المهاجرين والأنصار والفصائل اليهودية وغيرهم، حتى يتمكن المسلمون واليهود وجميع الفصائل بمقتضى الدستور من التصدي لأي عدوان خارجي على المدينة. وبإبرام هذا الدستور وإقرار جميع الفصائل بما فيه أصبحت المدينة المنورة دولة وفاقية يرأسها النبي محمد، والمرجعية العليا للشريعة الإسلامية، جميع الحقوق الإنسانية مكفولة فيها كحق حرية الاعتقاد وممارسة الشعائر والمساواة والعدل.
يقول المستشرق الروماني جيورجيو: «يحوي هذا الدستور اثنين وخمسين بندا، كلها من رأي رسول الله. خمسة وعشرون منها خاصة بأمور المسلمين، وسبعة وعشرون مرتبطة بالعلاقة بين المسلمين وأصحاب الأديان الأخرى، ولاسيما اليهود وعبدة الأوثان. وقد دُوّن هذا الدستور بشكل يسمح لأصحاب الأديان الأخرى بالعيش مع المسلمين بحرية، ولهم أن يقيموا شعائرهم حسب رغبتهم، ومن غير أن يتضايق أحد الفرقاء. وضع هذا الدستور في السنة الأولى للهجرة، أى عام 623م. ولكن في حال مهاجمة المدينة من قبل عدو عليهم أن يتحدوا لمجابهته وطرده.»

## نص ميثاق صحيفة المدينة
| صحيفة المدينة | بسم الله الرحمن الرحيم. هذا كتاب من محمد النبي الأمي بين المؤمنين والمسلمين من قريش وأهل يثرب ومن تبعهم فلحق بهم وجاهد معهم. 1. أنهم أمة واحدة من دون الناس. 2. المهاجرون من قريش على ربعتهم يتعاقلون بينهم وهم يفدون عانيها بالمعروف والقسط بين المؤمنين. 3. وبنو عوف على ربعتهم يتعاقلون معاقلهم الأولى، وكل طائفة تفدى عانيها بالمعروف والقسط بين المؤمنين. 4. وبنو الحارث (من الخزرج) على ربعتهم يتعاقلون معاقلهم الأولى، وكل طائفة تفدى عانيها بالمعروف والقسط بين المؤمنين. 5. وبنو ساعدة على ربعتهم يتعاقلون معاقلهم الأولى، وكل طائفة تفدى عانيها بالمعروف والقسط بين المؤمنين. 6. وبنو جشم على ربعتهم يتعاقلون معاقلهم الأولى، وكل طائفة تفدى عانيها بالمعروف والقسط بين المؤمنين. 7. وبنو النجار على ربعتهم يتعاقلون معاقلهم الأولى، وكل طائفة تفدى عانيها بالمعروف والقسط بين المؤمنين. 8. وبنو عمرو بن عوف على ربعتهم يتعاقلون معاقلهم الأولى، وكل طائفة تفدى عانيها بالمعروف والقسط بين المؤمنين. 9. وبنو النبيت على ربعتهم يتعاقلون معاقلهم الأولى، وكل طائفة تفدى عانيها بالمعروف والقسط بين المؤمنين. 10. وبني الأوس على ربعتهم يتعاقلون معاقلهم الأولى، وكل طائفة تفدى عانيها بالمعروف والقسط بين المؤمنين. 11. وأن المؤمنين لا يتركون مفرحاً بينهم أن يعطوه بالمعروف في فداء أو عقل. 12. وأن لا يخالف مؤمن مولى مؤمن دونه. 13. وأن المؤمنين المتقين أيديهم على كل من بغى منهم أو ابتغى دسيعة ظلم أو إثماً أو عدواناً أو فساداً بين المؤمنين، وأن أيديهم عليه جميعاً ولو كان ولد أحدهم. 14. ولا يقتل مؤمن مؤمناً في كافر ولا ينصر كافراً على مؤمن. 15. وأن ذمة الله واحدة يجير عليهم أدناهم، وأن المؤمنين بعضهم موالي بعض دون الناس. 16. وأنه من تبعنا من يهود فإن له النصر والأسوة غير مظلومين ولا متناصر عليهم. 17. وأن سلم المؤمنين واحدة لا يسالم مؤمن دون مؤمن في قتال في سبيل الله إلا على سواء وعدل بينهم. 18. وأن كل غازية غزت معنا يعقب بعضهم بعضاً. 19. وأن المؤمنين يبيء بعضهم عن بعض بما نال دماءهم في سبيل الله. 20. وأن المؤمنين المتقين على أحسن هدى وأقومه. 21. وأنه لا يجير مشرك مالاً لقريش ولا نفساً ولا يحول دونه على مؤمن. 22. وأنه من اعتبط مؤمناً قتلاًَ عن بينة فإنه قود به إلا أن يرضى ولى المقتول (بالعقل)، وأن المؤمنين عليه كافة لا يحل لهم إلا قيام عليه. 23. وأنه لا يحل لمؤمن أقر بما في هذه الصحيفة وآمن بالله واليوم الآخر أن ينصر محدثاً أو يؤويه، وأنه من نصره أو آواه فإن عليه لعنة الله وغضبه يوم القيامة ولا يؤخذ منه صرف ولا عدل. 24. وأنكم مهما اختلفتم فيه من شيء فإن مرده إلى الله وإلى محمد. 25. وأن اليهود ينفقون مع المؤمنين ما داموا محاربين. 26. وأن يهود بني عوف أمة مع المؤمنين لليهود دينهم وللمسلمين دينهم مواليهم وأنفسهم إلا من ظلم أو أثم فإنه لا يوتغ إلا نفسه وأهل بيته. 27. وأن ليهود بني النجار مثل ما ليهود بني عوف. 28. وأن ليهود بن الحارث مثل ما ليهود بني عوف. 29. وأن ليهود بني ساعدة مثل ما ليهود بني عوف. 30. وأن ليهود بني جشم مثل ما ليهود بني عوف. 31. وأن ليهود بني الأوس مثل ليهود بني عوف. 32. وأن ليهود بني ثعلبة مثل ما ليهود بني عوف إلا من ظلم وأثم فإنه لا يوتغ إلا نفسه وأهل بيته. 33. وأن جفنة بطن من ثعلبة كأنفسهم. 34. وأن لبني الشطيبة مثل ما ليهود بني عوف وأن البر دون الإثم. 35. وأن موالى ثعلبة كأنفسهم. 36. وأن بطانة يهود كأنفسهم. 37. وأنه لا يخرج منهم أحد إلا بإذن محمد. 38. وأنه لا ينحجز على ثأر جرح، وأنه من فتك فبنفسه وأهل بيته إلا من ظلم وأن الله على أبر هذا. 39. وأن على اليهود نفقتهم وعلى المسلمين نفقتهم، وأن بينهم النصر على من حارب أهل هذه الصحيفة، وأن بينهم النصح والنصيحة والبر دون الإثم. 40. وأنه لا يأثم أمره بحليفه وأن النصر للمظلوم. 41. وأن اليهود ينفقون مع المؤمنين ما داموا محاربين. 42. وأن يثرب حرام جوفها لأهل هذه الصحيفة. 43. وأن الجار كالنفس غير مضار ولا آثم. 44. وأن لا تجار حرمة إلا بإذن أهلها. 45. وأنه ما كان بين أهل هذه الصحيفة من حدث أو اشتجار يخاف فساده فإن مرده إلى الله وإلى محمد رسول الله، وأن الله على أتقى ما في هذه الصحيفة وأبره. 46. وأن لا تجار قريش ولا من نصرها. 47. وأن بينهم النصر على من دهم يثرب. 48. وإذا دعوا إلى صلح يصالحونه ويلبسونه فإنهم يصالحونه ويلبسونه، وأنهم إذا دعوا إلى مثل ذلك فإنه لهم على المؤمنين إلا من حارب في الدين. 49. على كل أناس حصتهم من جانبهم الذي قبلهم. 50. وأن يهود الأوس مواليهم وأنفسهم لأهل هذه الصحيفة مع البر المحض من أهل هذه الصحيفة، وأن البر دون الإثم لا يكسب كاسب إلا على نفسه وأن الله على أصدق ما في هذه الصحيفة وأبره. 51. وأنه لا يحول هذا الكتاب دون ظالم أو آثم، وأنه من خرج آمن ومن قعد آمن بالمدينة إلا من ظلم أو آثم، وأن الله جار لمن بر واتقى. | صحيفة المدينة |